# مارك وتون
مارك وتون (بالإنجليزية: Marc Wootton)‏ هو كاتب وممثل بريطاني، ولد في 8 فبراير 1975 في المملكة المتحدة.

## وصلات خارجية
- مارك وتون على موقع IMDb (الإنجليزية)
- مارك وتون على موقع قاعدة بيانات الفيلم (الإنجليزية)